# George Bowyer (7e baronnet)
Pour les articles homonymes, voir Bowyer.
George Bowyer, 7e baronnet et 3e baronnet (8 octobre 1811 - 7 juin 1883) est un avocat britannique et homme politique libéral.

## Biographie
Né à Radley Hall dans le Berkshire (aujourd'hui Oxfordshire), il est le fils de George Bowyer (6e baronnet) et d'Anne Hammond Douglas. Il est cadet à l'Académie royale militaire de Woolwich et est ensuite admis au barreau par le Middle Temple en 1836. Il reçoit une maîtrise honorifique en arts de l'Université d'Oxford en 1839 et un doctorat honorifique en droit civil en 1844. Un an plus tard, il change pour Lincoln's Inn. En 1860, il succède aux deux titres de baronnets détenus par son père.
Il se présente à Reading lors de l'élection partielle de Reading en 1849, et devient député de Dundalk de 1852 à 1868 et de Wexford County de 1874 à 1880. L'église catholique romaine de Saint-Jean de Jérusalem dans Great Ormond Street à Londres est construite à ses propres frais. Il est fait chevalier de justice de l'ordre souverain de Malte, chevalier grand-croix de l'ordre de Saint-Grégoire-le-Grand et grand collier de l'ordre Constantinien de Saint-Georges de Naples. Bowyer est chambellan de Pie IX, qui le nomme chevalier du grand ruban de l'ordre de Pie IX. Il est en outre lieutenant-adjoint du Berkshire. Il est membre de l'ordre des Unités de Manchester des Oddfellows, à une époque il dirigeait une procession sous une bannière nommée Loyal Bowyer Union Lodge of Odd Fellows.
Bowyer est décédé à King's Bench Walk à Londres, à l'âge de 71 ans, célibataire, et est enterré à Radley dans le Berkshire le 7 juin 1883. Son frère cadet lui succède.

## Travaux
- Commentaires sur le droit civil moderne (1848)
- Introduction à l'étude et à l'utilisation du droit civil (1874)